# Прикордонний режим

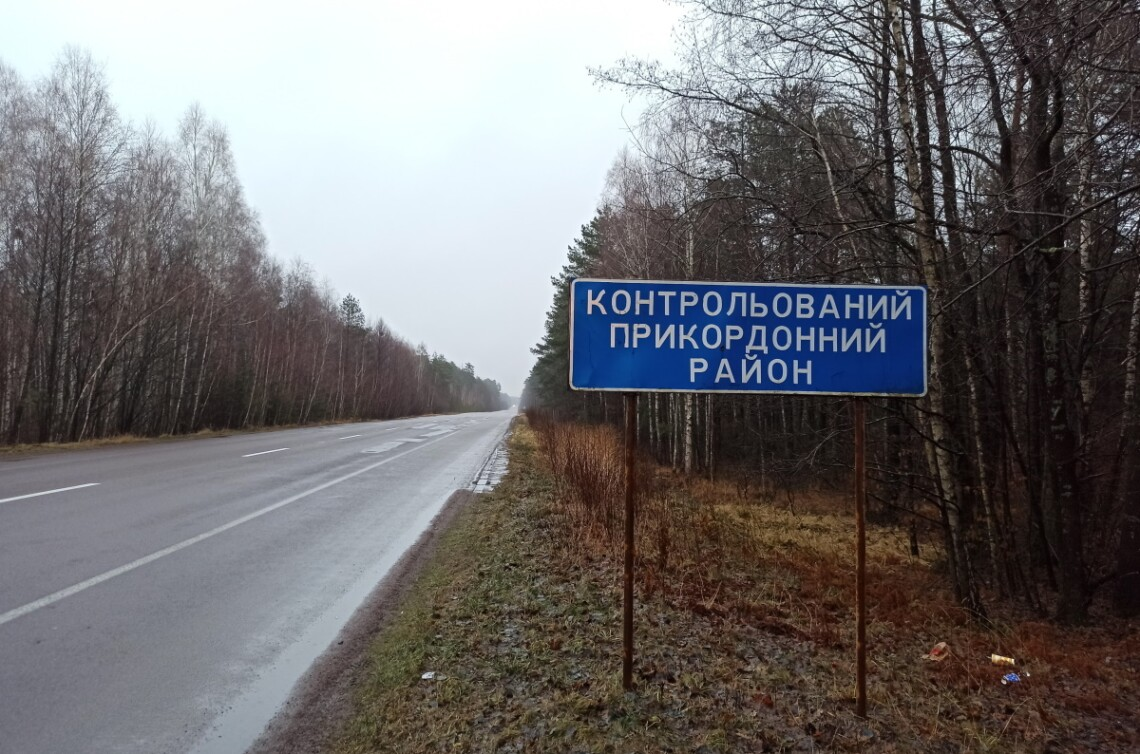
Дорожній знак, який свідчить про початок контрольованного прикордонного району

Прикордонний режим — система режимних заходів у прикордонній смузі та прикордонних районах, які регламентують відповідно до законодавства правила в’їзду, перебування, проживання,  пересування осіб, провадження робіт, ведення обліку транспортних засобів, а також суден у територіальному морі та внутрішніх водах.
В Україні правові засади прикордонного режиму регламентує Постанова Кабінету Міністрів України №1147 від 27 липня 1998 р.

## В Україні
Згідно з чинним законодавством, громадяни України, іноземці та особи без громадянства можуть перебувати у прикордонній смузі та прикордонних контрольованих районах на підставі документа, який посвідчує особу. На вимогу уповноважених осіб Державної прикордонної служби, органів Національної поліції, а також  членів громадських  формувань з охорони громадського порядку і державного кордону зобов'язані пред'являти відповідні документи.
В'їзд і перебування у місцевості, яка знаходиться між державним кордоном і лінією прикордонних інженерних споруд, громадян України та інших осіб допускається як виняток у порядку, який встановлюється МВС.
В межах прикордонної смуги та контрольованих прикордонних районів уповноваженні особи можуть зупиняти транспортні засоби задля перевірки документів та здійснення поверхневого огляду.
Провадження будь-яких робіт в прикордонній смузі, у тому числі: 
- авіаційні роботи
- будівництво
- вирубування дерев і чагарників
- водокористування
- геологічне вивчення
- дорожні та інші дослідження
- гідротехнічні, землевпорядні, меліоративні та інші роботи, пов'язані зі зміною водного режиму прикордонних річок, озер та інших водойм
- водолазні роботи та занурення апаратів для підводного плавання
- відео-, кіно- та фотознімання місцевості
- туристичні подорожі і стрибки з усіх видів парашутів у визначених зонах

мають письмово погоджуватися з органами охорони державного кордону. Крім того, режим охоплює масові заходи, такі як збори, мітинги, маніфестації і демонстрації, спортивні та видовищні заходи, а також військові навчання і тренування. Для проведення цих дій та організації масових заходів необхідно попередньо інформувати орган охорони державного кордону, який відповідає за дотримання прикордонного режиму, зазначивши деталі, такі як початок і тривалість заходу, інформацію про осіб, що займаються цією діяльністю або організовують масові заходи, а також документи, що підтверджують право на проведення таких дій або заходів.

### Термінологія
- Державний кордон України – лінія і вертикальна поверхня, що проходить по цій лінії, які визначають межі території України – суші, вод, надр, повітряного простору.
- Контрольований прикордонний район – це ділянка місцевості, яка визначена, як правило, у межах території району, міста, селища та села, прилеглої до державного кордону або до узбережжя моря, що охороняється органами Державної прикордонної служби, а також у межах територіального моря, внутрішніх вод, частини вод прикордонних річок, озер та інших водойм і розташованих у цих водах островів;
- Прикордонна смуга – ділянка місцевості, яка встановлюється безпосередньо вздовж державного кордону на його сухопутних ділянках або вздовж берегів прикордонних річок, озер та інших водойм, завширшки 5 кілометрів від лінії державного кордону, але не може бути меншою від ширини смуги місцевості, що розташована в межах від лінії державного кордону до лінії прикордонних інженерних споруд. До складу прикордонної смуги не включаються населенні пункти.[2]

## Відповідальність за порушення прикордонного режиму
За порушення прикордонного режиму та державного кордону в Україні передбачена адміністративна та кримінальна відповідальність згідно із чинним законодавством.
Адміністративна відповідальність за порушення прикордонного режиму передбачена статтею 202 КУпАП та карається штрафом від 7 до 10 неоподаткованих мінімумів, або до 20 неоподаткованих мінімумів для посадових осіб.
За незаконне перетинання або спробу незаконного перетинання державного кордону Україну може наступати як адміністративна, так і кримінальна відповідальність.
Адміністративна відповідальність за порушення державного кордону передбачена статтею 204-1 КУпАП та карається штрафом до 800 неоподаткованих мінімумів або адміністративним арештом до 15 діб. Кримінальна відповідальність по статті 332 ККУ наступає для особи, яка займається організацією незаконного переправлення осіб через державний кордон, або за статтею 332-2 ККУ для осіб-громадян держави-агресора, які нелегально перетинають державний кордон із метою заподіяння шкоди інтересам держави.